# Tullstorps kyrka
Tullstorps kyrka är en kyrkobyggnad i Tullstorp på Söderslätt i Skåne. Den ritades av C. G. Brunius och invigdes 1848. Den tillhör Källstorps församling i Lunds stift.

## Tullstorps medeltida kyrka
Vid slutet av 1100-talet uppfördes i Tullstorp en kyrka av gråsten i romansk stil. Kyrkan bestod av långhus, lägre och smalare kor och en halvrund absid. Den hade ett enkelt platt trätak som på 1400-talet ersattes av slagna tegelvalv. På 1300- eller 1400-talet byggde man till ett vapenhus på kyrkans södra sida. Enligt ett visitationsprotokoll från 1801 var kyrkan 45 alnar lång och 14 alnar bred. Vid biskopsvisitationer av Wilhelm Faxe på 1830-talet påpekades allvarliga brister. Bland annat fanns riskabla sprickor i väggar och valv och klockstapeln av trä var i dåligt skick. Dessutom var kyrkan numera för liten eftersom befolkningen i socknen vuxit. I Tullstorps församling fanns 700 medlemmar men kyrkan hade bara plats för 200. Biskopen uppmanade därför församlingen att uppföra en ny kyrka.

## Den nya kyrkan
Lars Gustaf Palmqvist tillträdde som kyrkoherde 1838. Han bad sin vän Carl Georg Brunius att utarbeta ett förslag till ny kyrka. Brunius var professor i grekiska vid Lunds universitet, men också självlärd arkitekt med ansvar för restaureringen av Lunds domkyrka. Som arkitekt var han kontroversiell och ofta i konflikt med Överintendentsämbetet. Han var en skarp kritiker av samtidens nyklassicism inom kyrkoarkitekturen för vilken han lanserade det nedsättande begreppet ”Tegnérlador”. Brunius förespråkade i stället medeltidens romanska och gotiska stilar och blev en föregångare till det senare 1800-talets nygotik.
1844 var Brunius färdig med ritningar och kostnadsförslag, en tegelkyrka i romansk stil med fyra lika stora kvadratiska armar och ett åttakantigt centraltorn ovanför den förstärkta mittkvadraten. Förslaget godtogs av såväl Överintendentsämbete som församling. Den gamla kyrkan revs och 1847 påbörjade byggmästare Magnus Cederholm byggandet på samma plats. Den nya kyrkan kunde invigas 3 december 1848, första söndagen i advent.
Tullstorps kyrka är byggd av rött tegel i kryssförband och med tegeltak. Varje korsarm täcks av ett kryssvalv. I öster finns en utbyggd tresidig sakristia. Det centralt placerade åttakantiga tornet täcktes från början av målad järnplåt, men denna ersattes senare av kopparplåt. Invändigt är väggarna vitputsade. Brunius ritade själv inredningen i kyrkan - altaruppsats, predikstol och bänkar. Vid kyrkans restaurering sommaren 1892 ersattes altaruppsatsen av en ny i samma stil, ritad av Henrik Sjöström. Denne har även har ritat det nuvarande korskranket. Altaruppsatsen är så låg att koret blir väl belyst från fönsterna i sakristian. Likadant ersattes bänkarna och predikstolen mot nya. Fönsterbågarna som var ruttnade ersattes med nya av gjutjärn och ett mosaikgolv av stenplattor ersatte det gamla tegelstengolvet. Församlingsmedlemmarna hade fasta platser i kyrkan. Predikstolens placering i korsmitten gjorde den väl synlig för alla besökare. Kyrkans korsform med fyra lika stora armar gör däremot att altaret inte kan ses från flertalet platser i korsarmarna. Ungdomar, tjänstefolk och mindre bemedlade tilldelades dessa sämre platser.

### Dopfunt
1876 byttes den gamla dopfunten från 1100-talet mot en ny. Den nya är ritad av Helgo Zettervall och är huggen i sandsten. På cuppan finns ett grekiskt kors, ett lamm som symboliserar Kristus, en duva som symbol för Den helige ande och årtalet 1876.  Den gamla dopfunten är placerad i Lunds universitets historiska museum.

### Orgel
- 1854 fick kyrkan orgelläktare med orgel byggd av N. E. C. Söderling i Göteborg. Orgeln hade 12 stämmor. Den blev renoverad 1892 av en orgelbyggare Olof Nilsson och provspelad och godkänd av musikdirektören kantorn i Tullstorp, Johan Peter Göransson.
- Denna orgel byttes 1925 mot en ny byggd av A. Mårtenssons orgelfabrik AB i Lund. 1953 blev orgelfläkten eldriven. Orgeln är pneumatisk och har registersvällare. Orgeln är sedan 1988 inte i bruk.

| Manual I            | Manual II       | Pedal      | Koppel   |
| Borduna 16´         | Rörflöjt 8´     | Subbas 16´ | I/P      |
| Principal 8´        | Gemshorn 8´     | Cello 8´   | II/P     |
| Flûte harmonique 8' | Salicional 8'   |            | II/I     |
| Dolce 8'            | Voix Celeste 8' |            | I 4'/I   |
| Gamba 8'            | Violin 4'       |            | II 16'/I |
| Oktava 4'           | Eufon 8'        |            |          |
| Fugara 4'           |                 |            |          |
| Trumpet 8'          |                 |            |          |

- Från 1988 använder man i stället en elorgel av Allen och den är placerad i norra korsarmen.[9][1] Orgeln köptes in 1878 och har två manualer och pedal.

### Klockor
I det centralt placerade tornet hänger två klockor. De är de samma som hängde i den klockstapel som fanns invid den gamla kyrkan. Den mindre klockan göts i Malmö 1689. Den större klockans ålder är okänd men den blev omgjuten 1789. Kyrkostämman beslöt 1948 att installera mekanisk ringmaskin, en trampmaskin där varje klocka sattes i svängning med hjälp av en stor pedal.

### Uppvärmning
1880 beslöt kyrkstämman att kyrkan skulle värmas upp under vintermånaderna och en anläggning från Kockums verkstad i Malmö införskaffades. Värmepannan ersattes 1905 av en ny från Kockums och denna placerades i en tillbyggnad till kyrkan. 1952 installerades en ny oljeeldad panna. Denna kompletterades 1960 med elvärme. Vid kyrkans restaurering 2002 avlägsnades oljepannan.